# Giovanni di Ligne
Giovanni di Ligne, detto anche Giovanni di Barbançon (1525 – 23 maggio 1568), fu dal 1547 alla morte Conte di Arenberg, e dal 1549 statolder delle provincie olandesi di Frisia, Groninga, Drenthe e Overijssel.

## Biografia

### Infanzia
Figlio di Luigi de Ligne, Barone di Barbançon del Casato di Ligne e Maria di Bergen, Signora di Zevenbergen, era tra i più vicini all'imperatore Carlo V, che lo creò Cavaliere del Toson d'oro nel 1546.

### Matrimonio
Sposò, il 18 ottobre 1547, Margherita de la Marck-Arenberg, figlia di Roberto II de la Marck-Arenberg, dalla quale ottenne i domini paterni di Arenberg, dal momento che il fratello di lei Roberto III de la Marck-Arenberg era senza prole. Ebbero quattro figli.

### Carriera militare
Ha iniziato la sua carriera militare nel 1543 al comando di una compagnia di cavalleria.
Carlo V dichiarò guerra ai protestanti che vivevano in Germania, ordinando nello stesso anno, a Massimiliano di Egmont, conte di Buren e Leerdam, di portarlo dodicimila fanti e cinque mille cavalli; Egmont scelse Giovanni come uno dei suoi luogotenenti.
Il 23 settembre 1548, alla morte di Egmont, ricevette dall'imperatore i territori di Frisia, di Overijssel, di Groninga e di Drenthe.
Partecipò alla campagna in Francia e si distinse nella Battaglia di San Quintino (1557) dove, insieme a Enrico V di Brunswick-Lüneburg guidò l'ala sinistra della fanteria nell'attacco finale contro i francesi.
All'inizio della ribellione delle Diciassette province si allontanò dai vecchi amici Guglielmo I d'Orange, Lamoral di Egmont e Filippo di Montmorency, conte di Horn rimanendo leale al re Filippo II di Spagna. Non poté arrestare la diffusione del protestantesimo nelle sue province al nord, ma riuscì a strappare loro il giuramento di lealtà al sovrano senza spargimenti di sangue.

### Morte
Sul fronte meridionale, all'inizio della Guerra degli Ottant'anni, si unì alle truppe del Duca d'Alba, ma si oppose all'arresto di Egmont e di Hoorn. Quando
Luigi di Nassau ed Adolfo di Nassau, fratelli di Guglielmo I d'Orange, presero Groninga, venne mandato lì dall'Alba a respingerli, cadendo alla battaglia di Heiligerlee il 23 maggio 1568. Il cardinale Granvelle disse che la sua morte era una grande perdita per la fede cattolica ed il re.
Arenberg venne sepolto nella chiesa di Santa Caterina a Zevenbergen ed i suoi resti vennero spostati nel 1614 nella tomba di famiglia ad Enghien. Dei suoi sette figli, il maggiore Carlo gli succedette nel titolo di Conte d'Arenberg.

## Discendenza
Il conte Giovanni di Ligne e Margherita de la Marck-Arenberg ebbero quattro figli:
- Carlo d'Arenberg (22 febbraio 1550-18 gennaio 1616);
- Margherita d'Arenberg (24 febbraio 1552-24 febbraio 1611), sposò Philippe II de Lalaing, ebbero due figlie;
- Antonia Wilhelmina d'Arenberg (1557-1626), sposò Salentin IX di Isenburg-Grenzau, non ebbero figli;
- Roberto d'Arenberg (11 novembre 1564-2 marzo 1614), sposò Claudine Salm-Neuviller, ebbero un figlio.